# Kabinet-Andreotti VII
Het kabinet-Andreotti VII was de Italiaanse regering van 11 april 1991 tot 28 juni 1992. Het kabinet werd gevormd door de politieke partijen DC, PSI, PLI en PSDI na het aftreden van het vorige kabinet.

## Kabinet-Andreotti VII (1991–1992)
| Ambtsbekleder                          | Ambtsbekleder         | Ambtsbekleder                    | Functie                                  | Ambtstermijn     | Ambtstermijn     | Partij |
| -------------------------------------- | --------------------- | -------------------------------- | ---------------------------------------- | ---------------- | ---------------- | ------ |
|                                        | Giulio Andreotti      | Giulio Andreotti (1919–2013)     | Premier                                  | 22 juli 1989     | 28 juni 1992     | DC     |
| Minister van Cultuur                   | Giulio Andreotti      | Giulio Andreotti (1919–2013)     | 11 april 1991                            |                  | 28 juni 1992     | DC     |
|                                        | Claudio Martelli      | Claudio Martelli (1943)          | Vicepremier                              | 22 juli 1989     | 28 juni 1992     | PSI    |
| Minister van Justitie                  | Claudio Martelli      | Claudio Martelli (1943)          | 1 februari 1991                          | 10 februari 1993 |                  | PSI    |
|                                        | Nino Cristofori       | Nino Cristofori (1930–2015)      | Secretaris- generaal                     | 22 juli 1989     | 28 juni 1992     | DC     |
|                                        | Vincenzo Scotti       | Vincenzo Scotti (1933)           | Minister van Binnenlandse Zaken          | 16 oktober 1990  | 28 juni 1992     | DC     |
|                                        | Gianni De Michelis    | Gianni De Michelis (1940–2019)   | Minister van Buitenlandse Zaken          | 22 juli 1989     | 28 juni 1992     | PSI    |
|                                        | Rino Formica          | Rino Formica (1927)              | Minister van Financiën                   | 22 juli 1989     | 28 juni 1992     | PSI    |
|                                        | Guido Carli           | Guido Carli (1914–1993)          | Minister van de Schatkist                | 22 juli 1989     | 28 juni 1992     | DC     |
|                                        | Paolo Cirino Pomicino | Paolo Cirino Pomicino (1939)     | Minister van het Budget                  | 22 juli 1989     | 28 juni 1992     | DC     |
|                                        | Guido Bodrato         | Guido Bodrato (1933)             | Minister van Economische Zaken           | 11 april 1991    | 28 juni 1992     | DC     |
|                                        | Virginio Rognoni      | Virginio Rognoni (1924–2022)     | Minister van Defensie                    | 27 juli 1990     | 28 juni 1992     | DC     |
|                                        | Francesco De Lorenzo  | Francesco De Lorenzo (1938)      | Minister van Volksgezondheid             | 22 juli 1989     | 20 februari 1993 | PLI    |
|                                        | Franco Marini         | Franco Marini (1933–2021)        | Minister van Arbeid en Sociale Zaken     | 11 april 1991    | 28 juni 1992     | DC     |
|                                        | Riccardo Misasi       | Riccardo Misasi (1931–2000)      | Minister van Onderwijs                   | 11 april 1991    | 28 juni 1992     | DC     |
|                                        | Carlo Bernini         | Carlo Bernini (1936–2011)        | Minister van Transport                   | 22 juli 1989     | 28 juni 1992     | DC     |
|                                        |                       | Giovanni Prandini (1940–2018)    | Minister van Infrastructuur              | 22 juli 1989     | 28 juni 1992     | DC     |
|                                        | Giovanni Goria        | Giovanni Goria (1943–1994)       | Minister van Landbouw                    | 11 april 1991    | 28 juni 1992     | DC     |
|                                        | Giorgio Ruffolo       | Giorgio Ruffolo (1926–2023)      | Minister van Milieu                      | 28 juli 1987     | 28 juni 1992     | PSI    |
|                                        | Carlo Vizzini         | Carlo Vizzini (1947)             | Minister van Communicatie                | 11 april 1991    | 28 juni 1992     | PSDI   |
|                                        | Carlo Tognoli         | Carlo Tognoli (1938–2021)        | Minister van Toerisme                    | 5 februari 1990  | 28 juni 1992     | PSI    |
|                                        | Egidio Sterpa         | Egidio Sterpa (1926–2010)        | Minister voor Parlementaire Betrekkingen | 22 juli 1989     | 28 juni 1992     | PLI    |
|                                        | Remo Gaspari          | Remo Gaspari (1921–2011)         | Minister voor Publieke Diensten          | 22 juli 1989     | 28 juni 1992     | DC     |
|                                        | Vito Lattanzio        | Vito Lattanzio (1926–2010)       | Minister voor Buitenlandse Handel        | 11 april 1991    | 28 juni 1992     | DC     |
|                                        | Pier Luigi Romita     | Pier Luigi Romita (1924–2003)    | Minister voor Europese Zaken             | 11 april 1991    | 28 juni 1992     | PSI    |
|                                        | Mino Martinazzoli     | Mino Martinazzoli (1931–2011)    | Minister voor Regionale Zaken            | 11 april 1991    | 28 juni 1992     | DC     |
| Minister voor Bestuurlijke Vernieuwing | Mino Martinazzoli     | Mino Martinazzoli (1931–2011)    |                                          | 11 april 1991    | 28 juni 1992     | DC     |
|                                        | Calogero Mannino      | Calogero Mannino (1939)          | Minister voor Zuid-Italië                | 11 april 1991    | 28 juni 1992     | DC     |
|                                        | Ferdinando Facchiano  | Ferdinando Facchiano (1927–2022) | Minister voor Koopvaardij                | 11 april 1991    | 28 juni 1992     | PSDI   |
|                                        | Antonio Ruberti       | Antonio Ruberti (1927–2000)      | Minister voor Wetenschaps- beleid        | 28 juli 1987     | 28 juni 1992     | PSI    |
|                                        | Rosa Russo Iervolino  | Rosa Russo Iervolino (1936)      | Minister voor Welzijnsbeleid             | 28 juli 1987     | 28 juni 1992     | DC     |
|                                        | Carmelo Conte         | Carmelo Conte (1938)             | Minister voor Steden- bouwkunde          | 22 juli 1989     | 28 april 1993    | PSI    |
|                                        | Margherita Boniver    | Margherita Boniver (1938)        | Minister voor Diaspora en Immigratie     | 11 april 1991    | 28 juni 1992     | PSI    |
|                                        | Nicola Capria         | Nicola Capria (1932–2009)        | Minister voor Nood- toestanden           | 11 april 1991    | 28 juni 1992     | PSI    |

De Gasperi II · De Gasperi III · De Gasperi IV · De Gasperi V · De Gasperi VI · De Gasperi VII · De Gasperi VIII · Pella · Fanfani I · Scelba · Segni I · Zoli · Fanfani II · Segni II · Tambroni · Fanfani III · Fanfani IV · Leone I · Moro I · Moro II · Moro III · Leone II · Rumor I · Rumor II · Rumor III · Colombo · Andreotti I · Andreotti II · Rumor IV · Rumor V · Moro IV · Moro V · Andreotti III · Andreotti IV · Andreotti V · Cossiga I · Cossiga II · Forlani · Spadolini I · Spadolini II · Fanfani V · Craxi I · Craxi II · Fanfani VI · Goria · De Mita · Andreotti VI · Andreotti VII · Amato I · Ciampi · Berlusconi I · Dini · Prodi I · D'Alema I · D'Alema II · Amato II · Berlusconi II · Berlusconi III · Prodi II · Berlusconi IV · Monti · Letta · Renzi · Gentiloni · Conte I · Conte II · Draghi · Meloni